# Monschauer Straße 237 (Rölsdorf)

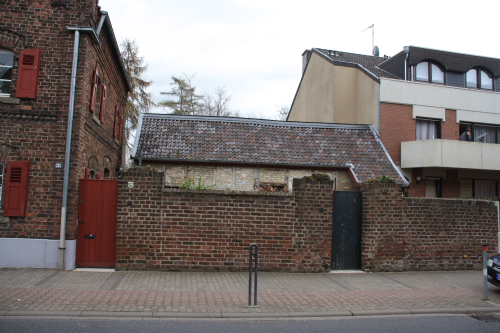
Das Haus steht hinter der Mauer

Das Wohnhaus Monschauer Straße 237 steht im Dürener Stadtteil Rölsdorf in Nordrhein-Westfalen. 
Das Wohnhaus wurde  im 18. Jahrhundert erbaut.
Es handelt sich um ein kleines, zurückliegendes eingeschossiges Fachwerkhaus mit integriertem Wirtschaftsgebäude, ein sogenanntes Einhaus. Die Fenstereinteilung ist noch original, ebenso die Eingangstür und die querverbretterte Stalltür. Die Ankerbalken sind durchgezapft.
Das Bauwerk ist unter Nr. 1/069 in die Denkmalliste der Stadt Düren eingetragen.
In der Monschauer Straße befinden sich weitere denkmalgeschützte Gebäude.